# BCM Mallorca

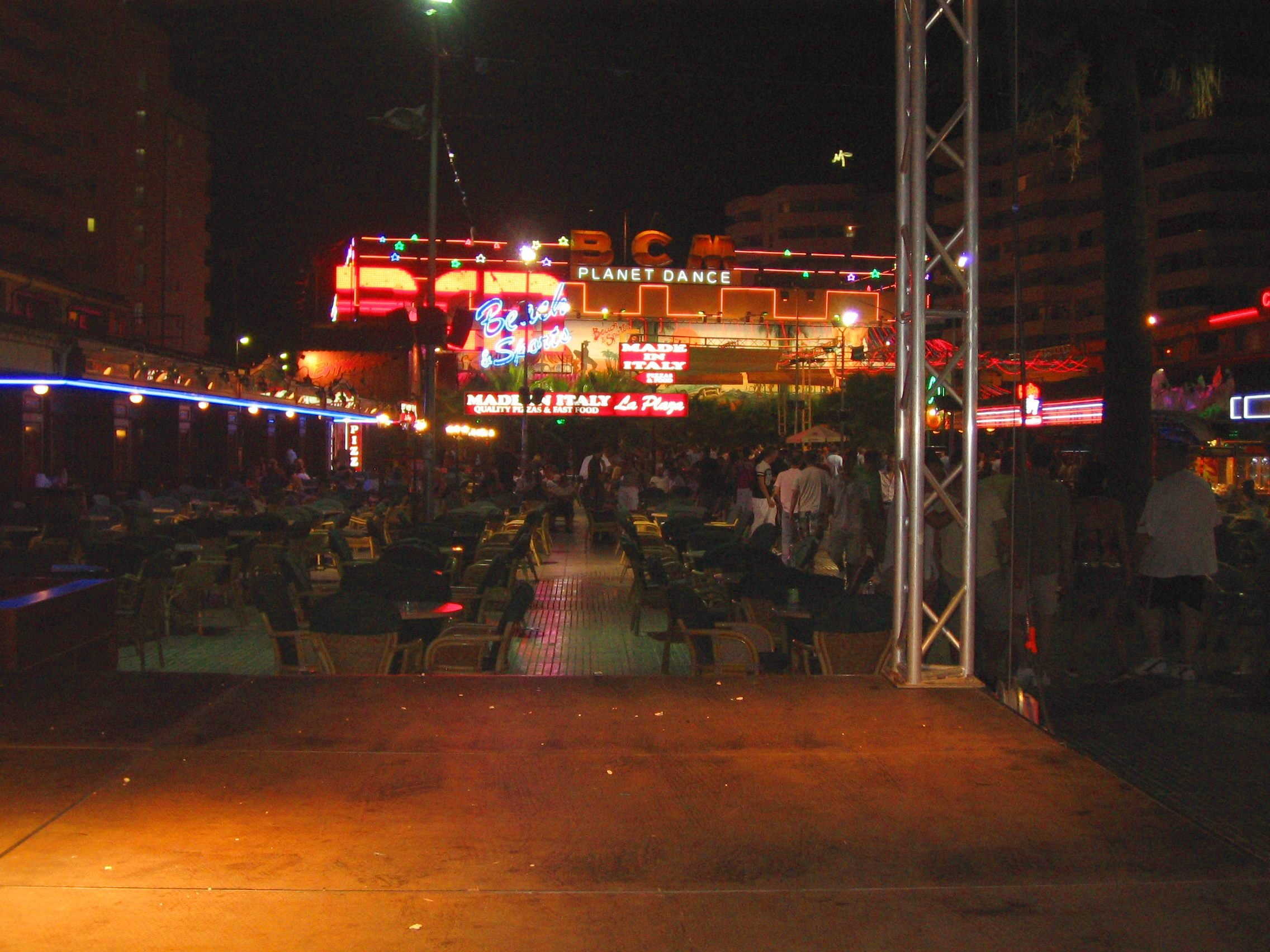
El boulevard de BCM.

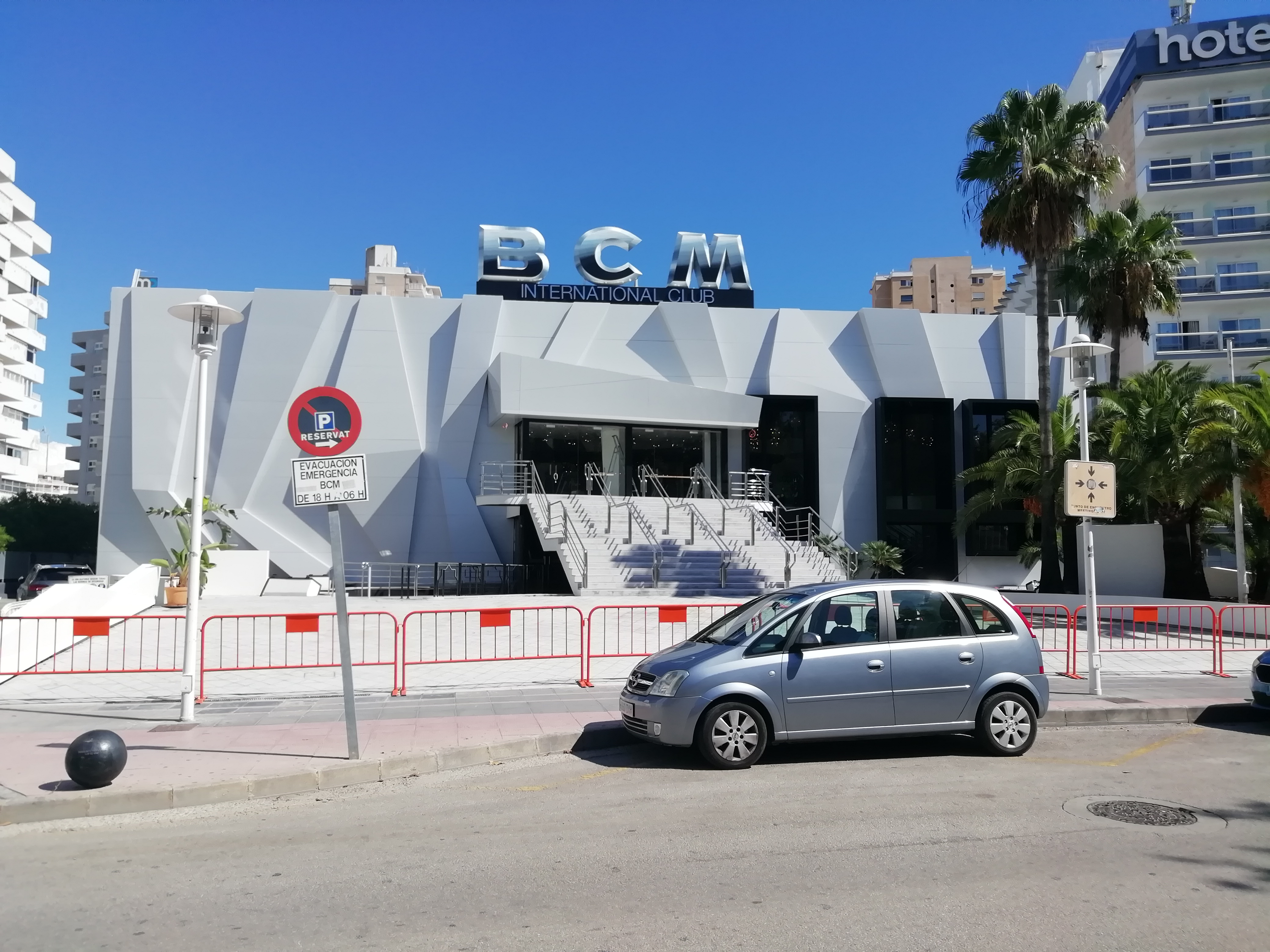
Macrodiscoteca BCM Mallorca.

BCM Mallorca es una macrodiscoteca situada en la localidad turística de Magaluf, en el término municipal español de Calviá, en Mallorca, la mayor de las islas Baleares. Se construyó a finales de los años 1980 en pleno centro del resorte y es la mayor sala nocturna de la isla.
Se trata de un gran edificio cuadricular de dos plantas donde en dos salas distintas ofrecen diversos espectáculos. La sala superior posee la mayor tecnología y las más modernas tendencias. La inferior, ofrece un estilo retro nostálgico. Se encuentra rodeada de hoteles y tabernas. Su parte trasera contiene una gran terraza con varios pubs, llamada el Bulevar de BCM. El bulevar posee también una pantalla de televisión gigante junto a un escenario, donde se llevan a cabo conciertos. 

## Etimología
Las siglas BCM hacen referencia al nombre completo del propietario, Bartolomé Cursach Mas, multimillonario que posee las mayores discotecas de la isla.